# Josef Hopmann
Josef Hopmann (22 decembrie 1890, Berlin – 11 octombrie 1975, Bonn) a fost un astronom german.

## Biografie
Și-a făcut studiile superioare la Universitatea Renană Friedrich-Wilhelm din Bonn, în germană: „Rheinische Friedrich-Wilhelms-Universität Bonn”.
A lucrat la Bonn începând din 1920. În 1930 a devenit profesor de astronomie la Universitatea din Leipzig. Din 1951 a fost profesor la Universitatea din Viena.
Cercetările sale conduc îndeosebi spre stelele binare, cât și spre topologia Lunii. În 1931-1932, el și Herbert Schneller au descoperit că Zeta Aurigae este o binară cu eclipsă.

### Director al Observatorului din Viena
În perioada 1951–1962 Josef Hopmann a fost director al Observatorului din Viena.

## Omagieri
- Un crater cu diametrul de 90 km, situat pe fața ascunsă a Lunii, îi poartă numele.
- Asteroidul 1985 Hopmann, din centura principală, a fost denumit ca omagiu acestui astronom.

Hopmann face parte dintre cei câțiva astronomi ale căror scrieri au devenit populare.